# Littletown (Durham)
Littletown – wieś w Anglii, w hrabstwie Durham. Leży 7 km na wschód od miasta Durham i 375 km na północ od Londynu.